# ویلیام هوپر (سیاستمدار)
ویلیام هوپر (William Hooper) (زادهٔ ۲۸ ژوئن ۱۷۴۲ – درگذشتهٔ ۱۴ اکتبر ۱۷۹۰)،‏ از پدران بنیان‌گذار ایالات متحده، وکیل، سیاستمدار، عضو کنگرهٔ قاره‌ای و نمایندهٔ کارولینای شمالی از سال ۱۷۷۴ تا ۱۷۷۷ میلادی بود. هوپر اساسنامهٔ اتحادیهٔ قاره‌ای و اعلامیهٔ استقلال ایالات متحده را امضاء کرد.

## اوایل زندگی
هوپر نخستین فرزند از پنج فرزند بود که در ۲۸ ژوئن ۱۷۴۲، در بوستون، ماساچوست چشم به جهان گشود. پدرش، ویلیام هوپر، کشیشی اسکاتلندی بود که پیش از مهاجرت به بوستون در دانشگاه ادینبورگ تحصیل کرده و مادرش مری دنی، دختر جان دنی، تاجری محترم از ماساچوست بود. پدرش امیدوار بود که هوپر همچون او، کشیشی در کلیسای اسقفی شود و هوپر را در هفت سالگی در مدرسهٔ لاتین بوستون به مدیریت آقای جان لاول، آموزگاری بسیار سرشناس در ماساچوست گذاشت. در سال ۱۷۵۷، هوپر در شانزده سالگی، وارد دانشگاه هاروارد شد که در آنجا دانشجویی سخت‌کوش بود و بسیار مورد توجه قرار گرفت. در سال ۱۷۶۰، هوپر با رتبه‌ای ممتاز، مدرک لیسانس خود را از هاروارد گرفت. هرچند، او پس از فارغ‌التحصیلی، آن‌طور که پدرش امیدوار بود، تمایلی به حرفهٔ روحانیت نداشت. در عوض، هوپر تصمیم گرفت که وارد حرفهٔ وکالت شود و زیر نظر جیمز اوتیس، وکیلی مشهور در بوستون که فردی تندرو بود، به آموزش مشغول شد. هوپر تا سال ۱۷۶۴ زیر نظر اوتیس آموزش دید و پس از اتمام آزمون وکالت، تصمیم گرفت تا حدی به دلیل وجود تعداد کثیری از وکلا در بوستون، ماساچوست را ترک کند.

## زندگی در کارولینای شمالی
در سال ۱۷۶۴، هوپر موقتاً به ویلمینگتون، کارولینای شمالی نقل مکان کرد و در آنجا به حرفهٔ وکالت مشغول و وکیل دادگاه منطقهٔ کیپ فیر شد. هوپر در کارولینای شمالی میان مزرعه‌داران ثروتمند و همچنین وکلای دیگر، شهرت و احترام زیادی به دست آورد. او نفوذ و اعتبار خود را با نمایندگی از دولت استعماری در چندین پروندهٔ قضایی افزایش داد. در سال ۱۷۶۷، هوپر با آن کلارک، دختر مهاجری ثروتمند و بخشدار شهرستان نیو هانوور، ازدواج کرد. آنها صاحب سه فرزند شدند: ویلیام (زادهٔ ۱۷۶۸)، الیزابت (زادهٔ ۱۷۷۰) و توماس (زادهٔ ۱۷۷۲).‏ هوپر به سرعت پله‌های ترقی را طی کرد، اولین بار در سال ۱۷۶۹، به عنوان معاون دادستان ناحیهٔ سالزبری و سپس در سال ۱۷۷۰، به عنوان معاون دادستان کل کارولینای شمالی منصوب شد.
هوپر در آغاز حامی دولت استعماری بریتانیا در کارولینای شمالی بود. در سال ۱۷۶۸، او به عنوان معاون دادستان کل با فرماندار دولت استعماری، ویلیام تراین در سرکوب گروه شورشی موسوم به قانون‌گذاران که در جنگ قانون‌گذاری شرکت داشتند، همکاری کرد. گروه قانون‌گذاران برای مدتی در کارولینای شمالی فعالیت داشت و در سال ۱۷۷۰ گزارش شد که این گروه در زمان آشوب و شورش، هوپر را در خیابان‌های هیلزبورو روی زمین کشانده‌اند. هوپر به فرماندار تراین توصیه کرد که برای سرکوب شورشیان از تمام قوای استفاده کند و حتی سربازان را در نبرد آلامانس در سال ۱۷۷۱ همراهی کرد. او در سال ۱۷۷۵ در مجلس شورای ایالت کارولینای شمالی خدمت کرد.

## مشارکت در انقلاب آمریکا
حمایت هوپر از دولت‌های استعماری به مرور کاهش پیدا کرد و به دلیل حمایت‌های پیشین او از فرماندار تراین، مشکلاتی برایش پدید آمد. به هوپر انگ وفادار به دولت زده بودند، از این رو بی‌درنگ توسط میهن‌پرستان پذیرفته نشد. سرانجام هوپر در سال ۱۷۷۳ به عضویت مجلس شورای ایالتی کارولینای شمالی درآمد و در آنجا در برابر تلاش‌های دولت استعماری برای تصویب قوانینی که مرتبط با کنترل دادگاه‌های ایالتی بودند، به مخالفت پرداخت. این اقدام متقابلاً منجر به تضعیف شهرت او میان وفاداران به دولت شد. هوپر متوجه شد که احتمال وقوع استقلال وجود دارد و در نامه‌ای به دوستش، جیمز آیردل به این موضوع اشاره و بیان کرد که مستعمرات «به سرعت به‌سوی استقلال گام برمی‌دارند و به زودی یک امپراتوری بر ویرانه‌های بریتانیای کبیر خواهند ساخت».
هوپر در دوران حضورش در مجلس، کم‌کم از حامیان انقلاب و استقلال آمریکا شد. پس از انحلال این مجلس توسط فرماندار، هوپر به سازماندهی مجلس مستعمراتی جدید کمک کرد. او همچنین به عضویت کمیتهٔ مکاتبات و تحقیق درآمد. در سال ۱۷۷۴، هوپر به عنوان نمایندهٔ اولین کنگرهٔ قاره‌ای منصوب شد و در کمیته‌های متعددی خدمت کرد. یکبار دیگر هوپر برای دومین کنگرهٔ قاره‌ای نیز انتخاب شد، اما بیشتر وقتش میان کنگره و کار در کارولینای شمالی، جاییکه به تشکیل دولت جدید کمک می‌کرد، تقسیم شده بود. این موضوع باعث شد که او در رأی‌گیری تأیید اعلامیهٔ استقلال آمریکا حضور نداشته باشد؛ هرچند، برای امضای آن در ۲ اوت ۱۷۷۶ به موقع رسید.
در سال ۱۷۷۷، هوپر به دلیل دغدغه‌های مالی، از کنگره کناره‌گیری کرد و به کارولینای شمالی بازگشت تا حرفهٔ وکالت خود را از سر بگیرد. در دوران انقلاب، بریتانیایی‌ها سعی کردند هوپر را دستگیر کنند و از آنجاییکه محل سکونتش در فینیان در معرض حملات آنها بود، هوپر خانواده‌اش را به ویلمینگتون منتقل کرد. در سال ۱۷۸۱، بریتانیا ویلمینگتون را تصرف کرد، جاییکه کورنوالیس و نیروهایش پس از نبرد دادگاه گیلفورد به آنجا عقب‌نشینی کردند و در نتیجه هوپر از خانواده‌اش جدا ماند. به علاوه، بریتانیایی‌ها املاک او را در فینیان و ویلمینگتون آتش زدند، از این رو هوپر مجبور شد در این مدت برای غذا و سرپناه به دوستانش متکی باشد و همچنین زمانی که به مالاریا مبتلا شد، آنها از او مراقبت کردند. سرانجام، هوپر پس از یک سال جدایی از خانواده‌اش، دوباره به آنها ملحق گشت و در هیلزبورو، کارولینای شمالی ساکن شدند، جاییکه هوپر تا سال ۱۷۸۳ به کار برای مجلس کارولینای شمالی ادامه داد.

## سال‌های پس از انقلاب
هوپر پس از انقلاب به حرفهٔ وکالت بازگشت، اما به دلیل مواضع سیاسی‌اش، توجه و حمایت عموم مردم را از دست داد. هوپر به دلیل ارتباطات قدرتمندش، بی‌اعتمادی‌اش به طبقهٔ پایین اجتماع و رفتارهای انعطاف‌پذیر با وفاداران به دولت که نسبت به آنها عموماً بخشنده و باگذشت بود و این رفتار تا حد زیادی مورد انتقاد قرار گرفته بود، با حزب فدرالیست همراه شد. این رفتار مهربانانه و منصفانهٔ او باعث شد که برخی حتی به او انگ وفادار به دولت بزنند. هوپر مجدداً در سال ۱۷۸۶ به خدمات عمومی فراخوانده و به عنوان قاضی فدرال عهده‌دار یک مناقشهٔ مرزی میان نیویورک و ماساچوست شد، اگرچه پرونده خارج از دادگاه حل و فصل گشت. در سال‌های ۱۷۸۷ و ۱۷۸۸، هوپر از سوی کارولینای شمالی، فعالیت‌های زیادی برای تصویب قانون اساسی جدید ایالات متحده انجام داد، اما در این هنگام او کاملاً بیمار شد و در ۱۴ اکتبر ۱۷۹۰ در ۴۸ سالگی درگذشت. او در محوطهٔ کلیسای مسیحیت مشایخی در هیلزبورو، کارولینای شمالی به خاک سپرده شد. جنازه‌اش بعداً در پارک ملی نظامی دادگاه گیلفورد دفن شد.
خانهٔ هوپر در هیلزبورو به نام خانهٔ نش هوپر، در سال ۱۹۷۱ به عنوان بنای تاریخی-ملی اعلام شد. این خانه در منطقهٔ تاریخی هیلزبورو واقع شده‌است.